# 아이 캔 스피크
《아이 캔 스피크》는 2017년에 개봉한 대한민국의 영화이다. 일본군 위안부 문제에 대해서 다루고 있는 영화로, 배우 나문희의 미국 의회 증언 장면은 미국 버지니아주 리치몬드의 실제 의회에서 촬영된 것으로서 큰 화제가 되었다.  영화속 위안부 증언자들의 사연은 실존 위안부 생존자들에 바탕을 두었다.  미국에서 공식증언한 피해자는 3명으로서 한국인은 이용수, 김군자, 네덜란드계 서양 여성은 얀 루프 오헤른이었다.

## 줄거리
나옥분은 구청에 민원을 넣는 것으로 악명 높은 '도깨비 할매'라는 별명을 가진 할머니다. 옥분은 갓 부임한 청년 박민재를 만나 자신의 하소연은 아랑곳하지 않고 주어진 일에만 몰두하는 태도에 불만을 품는다.
하지만 옥분이 영어를 배우고 싶어하니 둘에게 기회가 생겼다. 주민센터에서 운영하는 시니어반은 그녀의 수준에 맞지 않고, 영어학원의 수업은 너무 빠르게 진행되어 결국 그녀는 반에서 쫓겨난다. 옥분은 민재가 학원에서 원어민과 유창하게 영어로 말하는 것을 본다. 옥분은 민재와의 고민을 잊고 민재에게 영어를 가르쳐 달라고 부탁한다. 민재는 번거로운 역할을 하기 싫어 옥분의 부탁을 거절한다. 민재는 옥분이 동생 영재를 돌보는 모습을 보고 감동받아 그녀의 영어 선생이 되기로 한다. 민재는 옥분을 가르치고 옥분의 영어 실력은 향상된다.
민재는 옥분이 워싱턴 DC에서 열린 위안부 공청회에서 증언하려는 친구 정심의 꿈을 이어가기 위해 옥분이 영어를 배우고 싶어한다는 사실을 알게 된다. 옥분은 공청회에서 할 말을 준비했지만 낯선 환경에 대한 압박감에 압도되어 말을 제대로 하지 못한다. 사람들이 옥분의 행동을 의심하기 시작했을 때, 옥분은 관객석에서 민재를 보고 듣고 용기를 내어 일본군의 만행에 대해 증언한다.

## 캐스팅
- 나문희 : 나옥분 역
- 이제훈 : 박민재 역
- 염혜란 : 진주댁 역
- 이상희 : 혜정 역
- 김소진 : 금주 역
- 박철민 : 양 팀장 역
- 정연주 : 손아영 역
- 이지훈 : 종현 역
- 성유빈 : 박영재 역
- 최수인 : 어린 나옥분 역
- 김일웅 : 빡빡이 역
- 이재인 : 어린 정심 역
- 이동희 : 개발대표 역
- 조완기 : YBM 상담사 역
- 김자영 : 상가번영회간부 역
- 이동희 : 봉원시장 중국집 상인 역
- 최용현 : 봉원시장 횟집 상인 역
- 황연희 : 진주댁 옆집 상인 역
- 이동용 : 봉원시장 국수집 역
- 김선경 : 봉원시장 혜정 친구 역
- 최지연 : 봉원시장 어린 상인 역
- 이신성 : 최현욱 기자 역
- 크레이그 스미스 : 영어학원 외국인강사 역
- 정연 : 영어학원 강사 역
- 정원창 : 영어학원 남학생 1 역
- 이상원 : 영어학원 남학생 2 역
- 이소진 : 영어학원 여학생 1 역
- 조문경 : 영어학원 여학생 2 역
- 켄 피벤 : 이태원 라이언고슬링 역
- 야나 구레바 : 이태원 외국인유부녀 역
- 손경원 : 설비기사 1 역
- 김진욱 : 설비기사 2 역
- 임정선 : 요양병원 봉사자 역
- 구민혁 : 시장 경찰 역
- 황대한 : 가짜미성년자 역
- 송경의 : 타부서 1 역
- 정원보 : 타부서 2 역
- 손성찬 : 면접관 1 역
- 김난희 : 면접관 2 역
- 유광태 : 면접관 3 역
- 이승민 : 토론면접자 1 역
- 설창희 : 토론면접자 2 역
- 양진규 : 토론면접자 3 역
- 김건 : 어린 영재 역
- 조현임 : 민재 고모 역
- 안태영 : 어린 정남 역
- 정태야 : 단도 일본군 역
- 안휘태 : 일본군 1 역
- 이범규 : 지하철남 역
- 우상기 : 용역 부하 1 역
- 김경덕 : 용역 부하 2 역
- 이종화 : 용역 부하 3 역
- 우지현 : 공익요원 역
- 테리스 브라운 : 샌프란시스코 공항 입국심사원 역
- 추연규 : 구청직원 1 역
- 송태은 : 구청직원 2 역
- 이철규 : 구청직원 3 역
- 김소연 : 구청직원 4 역
- 이영은 : 구청직원 5 역
- 옥주리 : 1987년 상인 역
- 이정현 : 1987년 교련복학생 1 역
- 이용민 : 1987년 교련복학생 2 역
- 류주현 : YTN 아나운서 역
- 정지웅 : YTN 아나운서 역
- 박준서 : 1992년 공무원 역
- 조미초 : 1992년 상인 역
- 홍상원 : 사진사 역
- 이수길 : 1987년 장발남 역
- 최기상 : 1997년 상인 역
- 임원일 : 서울 시장 역
- 조동희 : 여성가족부장관 역
- 문진수 : 서울시장 보좌관 역
- 박혜윤 : 청문회 TV중계 통역사 역
- 데니스 옌 : 정남 역
- 김동숙 : 121연대 상임이사 역
- 하이디 숀 : 121연대 담당자 역
- 마티 테리 : 미첼 역
- 로라 포 : 의회 의장 역
- 캐리 요시오 미조비 : 마이클 리 의원 역
- 조 나단 킹 : 하원의원 1 역
- 켄 루자더 : 하원의원 2 역
- 개리 무라카미 : 일본인 역
- 민치 모라카미 : 로비스트 1 역
- 잭 할핀 : 로비스트 2 역
- 윌리엄 김 : 기자 1 역
- 루크 김 : 기자 2 역
- 이대연 : 구청장 역 (우정출연)
- 손숙 : 문정심 역 (특별출연)

## 수상
- 2017년 제1회 더 서울어워즈 영화부문 여우주연상 (나문희)
- 2017년 제37회 한국영화평론가협회상 여우주연상 (나문희)
- 2017년 제38회 청룡영화상 감독상 (김현석)
- 2017년 제38회 청룡영화상 여우주연상, 청정원 인기스타상 (나문희)
- 2017년 제12회 대한민국 대학영화제 올해의 감독상 (김현석)
- 2017년 제20회 국제엠네스티언론 특별상 (나문희), (이제훈)
- 2017년 제17회 디렉터스 컷 시상식 특별언급상
- 2017년 제17회 디렉터스 컷 시상식 올해의 여자연기자상 (나문희)
- 2017년 제18회 올해의 여성영화인상 올해의 여성영화인상 (나문희)
- 2017년 제4회 한국영화제작가협회상 여우주연상 (나문희)
- 2017년 제4회 한국영화제작가협회상 각본상 (유승희)
- 2018년 제9회 올해의 영화상 여우주연상 (나문희)
- 2018년 제54회 백상예술대상 영화부문 여자 최우수연기상 (나문희)
- 2018년 제17회 뉴욕 아시아 영화제 관객상 (김현석)
- 2018년 제55회 대종상 여우주연상  (나문희)
- 2018년 2018 레지스탕스 영화제 베스트 엑터상 (이제훈)
- 2018년 제18회 대한민국청소년영화제 원로배우부문 인기영화인상 (나문희)
- 2018년 제38회 황금촬영상 촬영감독이 선정한 남자인기상 (이제훈)

## 같이 보기
- 일본군 위안부
- 김복동